# Wereldkampioenschappen schaatsen afstanden 2016 - Ploegenachtervolging mannen
De ploegenachtervolging mannen op de wereldkampioenschappen schaatsen afstanden 2016 werd gereden op vrijdag 12 februari 2016 in het ijsstadion Kometa in Kolomna, Rusland.
De Nederlandse mannen waren de regerend Olympisch en wereldkampioen en wonnen ook twee van de drie wedstrijden voor de wereldbeker eerder in het seizoen. De favoriete Nederlandse mannen wonnen opnieuw de wereldtitel.

## Plaatsing
De regels van de ISU schrijven voor dat maximaal acht ploegen zich plaatsen voor het WK op deze afstand. Geplaatst zijn de beste zes landen van het wereldbekerklassement, aangevuld met twee tijdsnelsten. Achter deze acht landen werd op tijdsbasis nog een reservelijst van drie landen gemaakt. Thuisland Rusland was sowieso geplaatst.

## Statistieken

### Uitslag
| #      | Land       | Naam                                                    | Tijd       |
| ------ | ---------- | ------------------------------------------------------- | ---------- |
| Goud   | Nederland  | Jan Blokhuijsen Arjan Stroetinga Douwe de Vries         | 3.40,04 BR |
| Zilver | Noorwegen  | Håvard Bøkko Simen Spieler Nilsen Sverre Lunde Pedersen | 3.41,26    |
| Brons  | Canada     | Jordan Belchos Ted-Jan Bloemen Benjamin Donnelly        | 3.43,28    |
| 4      | Italië     | Andrea Giovannini Michele Malfatti Nicola Tumolero      | 3.43,29    |
| 5      | Zuid-Korea | Joo Hyung-joon Kim Cheol-min Lee Seung-hoon             | 3.43,77    |
| 6      | Rusland    | Sergej Grjaztsov Aleksandr Roemjantsev Danil Sinitsyn   | 3.44,81    |
| 7      | Japan      | Shota Nakamura Ryosuke Tsuchiya Shane Williamson        | 3.45,07    |
| 8      | Polen      | Zbigniew Bródka Konrad Niedźwiedzki Jan Szymański       | 3.47,80    |

### Loting
| Rit |            |           |
| --- | ---------- | --------- |
| 1   | Noorwegen  | Canada    |
| 2   | Japan      | Rusland   |
| 3   | Italië     | Nederland |
| 4   | Zuid-Korea | Polen     |

2005 · 
2007 · 
2008 · 
2009 · 
2011 · 
2012 · 
2013 · 
2015 · 
2016 · 
2017 · 
2019 · 
2020 ·
2021 ·
2023 ·
2024 ·
2025